# Tschechische Baseballnationalmannschaft

Logo der tschechischen Baseballnationalmannschaft

Die tschechische Baseballnationalmannschaft ist eine Auswahl tschechischer Spieler in der Sportart Baseball. Sie repräsentiert die Česká baseballová asociace auf internationaler Ebene, zum Beispiel beim World Baseball Classic, Weltmeisterschaften oder Europameisterschaften und ist Teil der WBSC Europe.
In der aktuellen Weltrangliste der WBSC liegt das Team auf Platz 15; der Team-Manager ist Pavel Chadim. (Stand: Ende 2023)

## Geschichte
Erstmals nahm die Mannschaft 1997 an einer Europameisterschaft teil und spielt dort seitdem regelmäßig um die vorderen Plätze, ohne es dabei je unter die besten 3 geschafft zu haben.
2009 nahm sie erstmals als Co-Gastgeber an einer Weltmeisterschaft teil, war dort jedoch in allen drei Spielen deutlich unterlegen.
Nachdem das Team mit einer deutlichen 7:21-Niederlage gegen die spanische Mannschaft in die Qualifikation für das World Baseball Classic 2023 gestartet war, gelang nach Siegen über Frankreich, Deutschland und schließlich im erneuten Duell gegen Spanien (3:1) die erstmalige Teilnahme am Turnier.
Dort gelang direkt im ersten Spiel gegen China der erste Sieg, dank Home Runs von Matěj Menšík und Martin Mužík. Im zweiten Spiel trat das Team vor über 40.000 Zuschauern gegen das heimische japanische Team um MLB-Star Shohei Ohtani an und konnte das Spiel unter anderem durch die herausragende Leistung von Anfangs-Pitcher Ondřej Satoria für einige Innings offen gestalten, bevor die hochfavorisierte japanische Mannschaft in den späteren Innings schließlich auf 10:2 davonzog. Auch gegen Südkorea und Australien hielt sich das Team achtbar und qualifizierte sich letztlich durch den Sieg über China für das World Baseball Classic 2026.

## Resultate

### Bei Olympischen Spielen
| Jahr | Austragungsland | Teilnahme bis …    | Ergebnis           | Gegner             | Bemerkungen und Besonderheiten                                                               |
| ---- | --------------- | ------------------ | ------------------ | ------------------ | -------------------------------------------------------------------------------------------- |
| 2008 | Peking          | nicht qualifiziert | nicht qualifiziert | nicht qualifiziert | im Qualifikationsturnier als Gruppenletzter ausgeschieden                                    |
| 2020 | Tokio           | nicht qualifiziert | nicht qualifiziert | nicht qualifiziert | im Qualifikationsturnier als Gruppendritter hinter Israel und den Niederlanden ausgeschieden |

### Beim World Baseball Classic
| Jahr | Austragungsland                                         | Teilnahme bis …    | Ergebnis           | Gegner                                                                    | Bemerkungen und Besonderheiten                                                                |
| ---- | ------------------------------------------------------- | ------------------ | ------------------ | ------------------------------------------------------------------------- | --------------------------------------------------------------------------------------------- |
| 2013 | Vereinigte Staaten Deutschland Panama Chinesisch Taipeh | nicht qualifiziert | nicht qualifiziert | nicht qualifiziert                                                        | im Qualifikationsturnier durch Niederlagen gegen Deutschland und Großbritannien ausgeschieden |
| 2017 | Japan Mexiko Korea Sud Vereinigte Staaten               | nicht qualifiziert | nicht qualifiziert | nicht qualifiziert                                                        | im Qualifikationsturnier durch Niederlagen gegen Mexiko und Nicaragua ausgeschieden           |
| 2023 | Japan Chinesisch Taipeh Vereinigte Staaten              | Gruppenphase       | 14.                | Volksrepublik China (8:5), Japan (2:10), Südkorea (3:7), Australien (3:8) | HR: Matěj Menšík (1), Martin Mužík (1) (beide gegen VR China)                                 |
| 2026 | Japan Puerto Rico Vereinigte Staaten                    | qualifiziert       | qualifiziert       | qualifiziert                                                              |                                                                                               |

### Bei Weltmeisterschaften
| Jahr | Austragungsland | Teilnahme bis … | Ergebnis | Gegner                                                  | Bemerkungen und Besonderheiten |
| ---- | --------------- | --------------- | -------- | ------------------------------------------------------- | ------------------------------ |
| 2009 | Europa          | Gruppenphase    | 20.      | Australien (4:17) Mexiko (0:9) Chinesisch Taipeh (1:10) | als Co-Gastgeber qualifiziert  |

### Bei Europameisterschaften
| Jahr | Austragungsland             | Teilnahme bis …    | Ergebnis | Gegner | Bemerkungen und Besonderheiten                                                   |
| ---- | --------------------------- | ------------------ | -------- | ------ | -------------------------------------------------------------------------------- |
| 1997 | Frankreich                  |                    | 7.       |        |                                                                                  |
| 1999 | Italien                     |                    | 8.       |        |                                                                                  |
| 2001 | Deutschland                 |                    | 5.       |        |                                                                                  |
| 2003 | Niederlande                 |                    | 6.       |        |                                                                                  |
| 2005 | Tschechien                  | Zwischenrunde      | 5.       |        |                                                                                  |
| 2007 | Spanien                     | Vorrunde           | 12.      |        | nachträglich disqualifiziert wegen des Einsatzes nicht-spielberechtigter Spieler |
| 2010 | Deutschland                 | Vorrunde           | 7.       |        |                                                                                  |
| 2012 | Niederlande                 | Zwischenrunde      | 5.       |        |                                                                                  |
| 2014 | Tschechien Deutschland      | Zwischenrunde      | 4.       |        |                                                                                  |
| 2016 | Niederlande                 | Zwischenrunde      | 5.       |        |                                                                                  |
| 2019 | Deutschland                 | Platzierungsspiele | 5.       |        | im Viertelfinale gegen Spanien ausgeschieden                                     |
| 2021 | Italien                     | Platzierungsspiele | 5.       |        | im Viertelfinale gegen Großbritannien ausgeschieden                              |
| 2023 | Tschechien                  | Platzierungsspiele | 5.       |        | im Viertelfinale gegen Israel ausgeschieden                                      |
| 2025 | Niederlande Belgien Italien |                    |          |        |                                                                                  |